# جودي غران
جودي غران (بالإنجليزية: Judy Grahn)‏ هي كاتبة مسرحية وكاتِبة وناقدة ومؤلفة وشاعرة أمريكية، ولدت في 28 يوليو 1940 في شيكاغو في الولايات المتحدة.

## وصلات خارجية
- الموقع الرسمي
- جودي غران على موقع ديسكوغز (الإنجليزية)